# هانس أوت
هانس أوت هو لاعب هوكي الجليد سويسري، ولد في 28 فبراير 1930 في سويسرا.

## وصلات خارجية
- هانس أوت على موقع EliteProspects.com (الإنجليزية)
- هانس أوت على موقع أوليمبيديا (الإنجليزية)